# Onze-Lieve-Vrouw-ten-Hemelopnemingskerk (Heks)
De Onze-Lieve-Vrouw-ten-Hemelopnemingskerk is een kerkgebouw in Heks in de Belgische gemeente Heers in de provincie Limburg. De kerk ligt aan de Henestraat en de Hekslaan en wordt omgeven door een ommuurd kerkhof.
Het gebouw is de parochiekerk van het dorp en is gewijd aan de Maria-Tenhemelopneming.

## Opbouw
Het gebouw is een zaalkerk en bestaat uit een ingebouwde westtoren, een eenbeukig schip met vijf traveeën (waarvan in de eerste de toren) en een driezijdig gesloten koor met een rechte travee. Aan beide zijden van de rechte travee van het koor is er een sacristie gebouwd. Het gebouw is opgetrokken in baksteen en de afwerking werd in hardsteen uitgevoerd.
In de voorgevel bevindt zich een portaal in een rondboogvormig spaarveld dat wordt afgelijnd door een archivolt van hardsteen op imposten. De ingeschreven rondboogdeur bevindt zich in een rechthoekige hardstenen omlijsting, met erboven een rondboognis waarin het beeld van de Onze-Lieve-Vrouw is aangebracht. Hoger bevindt zich een oculus in een hardstenen omlijsting. De toren heeft geen geledingen, wel heeft het aan iedere zijde een rondboogvormig galmgat onder hardstenen een archivolt en wordt de toren bekroond door een ingesnoerde naaldspits gedekt met leien.
Het gebouw heeft een hardstenen plint en rondboogvensters met hardstenen lekdrempel voorzien van imposten. Het travee van de toren heeft aan beide zijde twee steunberen. In het rechte koortravee bevindt zich een halfrond venster. Het schip wordt gedekt door een eigen zadeldak van leien en het koor heeft een eigen zadeldak dat lager ligt dan het dak van het schip. De sacristieën worden door een zadeldakje gedekt met ieder een rondboogvenster.
Van binnen is het interieur bepleisterd met kruisribgewelven boven het schip, een kruisribgewelf boven de rechte koortravee en een halve koepel boven de koorsluiting. Tussen het schip en het koor bevindt zich een rondboogvormige scheiboog. Zowel de scheiboog als het koor zijn voorzien van rijkelijk versierd stucwerk. Het koor heeft aan de noordzijde een oratorium van de kasteelheren van het kasteel van Heks, die met het koor verbonden is via een brede portiektravee van stucwerk, pilasters, entablement en een gebroken rondboogfronton, en verder een ingeschreven korfboog.

## Geschiedenis
Oorspronkelijk stonde kerk op dezelfde plaats als het huidige kerkgebouw, maar had toen de ingang aan de kant van de Henestraat.
In het begin van de 17e eeuw werd in het parochiaal register de kerk aangeduid als "nieuwe kerk".
In 1706 en 1718 werden er in visitaties gemeld dat het dak van het gebouw gedeeltelijk werd vernieuwd en de toren hersteld werd.
In 1712 bouwde men de sacristie.
In 1730 werd de kerk gemeld als in goede staand verkerend, op uitzondering van de zoldering boven het koor en het schip.
In 1851 werd de huidige kerk gebouwd naar het ontwerp van architect Vanbuffelgem en volgens B. Geukens door Van Asselgem. Dit gebeurde onder het pastoraat van G.-C. Dirix.
In de periode 1886-1899 werd de kerk gerestaureerd naar het ontwerp van E. De Hennin.